# گمینا مییستسه پیاستووه
گمینا مییستسه پیاستووه (به لهستانی:  Gmina Miejsce Piastowe) یک گمینا در لهستان است که در شهرستان کروسنو واقع شده‌است. گمینا مییستسه پیاستووه ۵۱٫۴۶ کیلومتر مربع مساحت و ۱۳٬۴۸۴ نفر جمعیت دارد.

## خواهرخوانده
شهر مونته‌بلونا خواهرخواندهٔ گمینا مییستسه پیاستووه هست.